# Batrochoglanis raninus
Batrochoglanis raninus es una especie de peces de la familia Pseudopimelodidae en el orden de los Siluriformes.

## Morfología
• Los machos pueden llegar alcanzar los 20 cm de longitud total.

## Alimentación
Cuando es inmaduro come micro crustáceos y larvas de insectos acuáticos, mientras que de adulto se nutre de peces  de tamaño notable.

## Hábitat
Es un pez de agua dulce y de clima tropical (21 °C-25 °C).

## Distribución geográfica
Se encuentran en Sudamérica:  cuenca del río Amazonas, Guayana y Guayana Francesa.